# 5. pr. Kr.
◄ | 2. stoljeće pr. Kr. | 1. stoljeće pr. Kr. | 1. stoljeće | ►
◄ | 30-ih pr. Kr. | 20-ih pr. Kr. | 10-ih pr. Kr. | 0-ih pr. Kr. | 0-ih | 10-ih | 20-ih | ►
◄◄ | ◄ | 8. pr. Kr. | 7. pr. Kr. | 6. pr. Kr. | 5 pr. Kr. | 4. pr. Kr. | 3. pr. Kr. | 2. pr. Kr. | ► | ►►
Astronomija

## Događaji
- Grčki geograf Strabon uveo je pojam hladne, tropske i umjerene klimatske zone